# Willy Schärer
Willy Schärer (Berna, Suiza, 20 de septiembre de 1903-ibídem, 26 de noviembre de 1982) fue un atleta suizo, especialista en la prueba de 1500 m en la que llegó a ser subcampeón olímpico en 1924.

## Carrera deportiva
En los JJ. OO. de París 1924 ganó la medalla de plata en los 1500 metros, con un tiempo de 3:55.0 segundos, llegando a meta tras el finlandés Paavo Nurmi y por delante del británico Henry Stallard (bronce con 3:55.6 segundos).